# 中村勇大
中村 勇大（なかむら いさむ、1959年 - 2019年3月29日）は、日本の建築家。京都造形芸術大学教授。京都市生まれ。

## 略歴
- 1982年 - 近畿大学工学部建築学科卒業
- 1988年 - 北村陸夫+ズーム計画工房
- 1990年 - 中村勇大アトリエ設立
- 1993年 - 京都芸術短期大学専任講師
- 2000年 - 京都造形芸術大学助教授
- 2004年 - 京都造形芸術大学教授
- 2009年 - 京都市立芸術大学非常勤講師兼務
- 2011年 - 建築新人戦実行委員長

## 主な作品
- 舞妓 / museum & cafe（京都府京都市）
- ST-1/斜めテラスの家（兵庫県神戸市）
- まほうびんのいえ（京都府京都市）
- 此花の長床（大阪府大阪市）
- さやどう（滋賀県守山市）

## 受賞歴
- SD Review'91入選（上鳥羽の家）, 1991年
- SD Review'94入選（西陣の舍）, 1994年
- JCDデザイン賞'99、入選（舞妓 / museum & cafe）, 1999年
- JID賞'99、奨励賞（舞妓 / museum & cafe）, 1999年
- 国際コンペ[アーキテクチュア フォー ヒューマニティ]コソボ帰還難民のための住居、優秀賞（air envelope）, 1999年
- 日本建築家協会、JIA新人賞（ST-1 / 斜めテラスの家）, 2001年
- 第3回「大地に還る住宅」提案競技、優秀賞（まほうびんのいえ）, 2002年
- 第20回吉岡賞（此花の長床）, 2004年
- 日本建築学会賞（業績）, 2015年
- 日本建築学会教育賞（教育貢献）, 2016年
- 文部科学大臣表彰科学技術賞（理解増進）, 2017年